# Liste von Zuflüssen der Seine
Die Liste von Zuflüssen der Seine enthält die direkten Nebenflüsse der Seine, einem Fluss in Nordfrankreich, der in der Region Bourgogne-Franche-Comté entspringt, generell in nordöstlicher Richtung entwässert und nach rund 775 Kilometern bei Le Havre in den Ärmelkanal mündet. Wichtige Städte an der Seine sind Troyes, Paris und Rouen.

## Die größten Seine-Zuflüsse
| Reihen- folge | Name    | Mündungsseite | Mündungsort              | Länge (km) |
| ------------- | ------- | ------------- | ------------------------ | ---------- |
| 01            | Ource   | rechts        | Merrey-sur-Arce          | 0100       |
| 02            | Barse   | rechts        | Troyes                   | 050        |
| 03            | Aube    | rechts        | Marcilly-sur-Seine       | 0249       |
| 04            | Yonne   | links         | Montereau-Fault-Yonne    | 0292       |
| 05            | Loing   | links         | Saint-Mammès             | 0143       |
| 06            | Essonne | links         | Corbeil-Essonnes         | 0101       |
| 07            | Orge    | links         | Athis-Mons               | 054        |
| 08            | Yerres  | rechts        | Villeneuve-Saint-Georges | 098        |
| 09            | Marne   | rechts        | Charenton-le-Pont        | 0514       |
| 010           | Oise    | rechts        | Conflans-Sainte-Honorine | 0341       |
| 011           | Epte    | rechts        | Giverny                  | 0113       |
| 012           | Andelle | rechts        | Pîtres                   | 057        |
| 013           | Eure    | links         | Saint-Pierre-lès-Elbeuf  | 0229       |
| 014           | Risle   | links         | Berville-sur-Mer         | 0145       |

## Weitere größere Zuflüsse
Die sonstigen Zuflüsse zwischen 15 und 49 km Länge sind (Reihenfolge in Fließrichtung):

### Rechte Zuflüsse
Revinson, Brévon, Arce, Melda, Noxe, Resson, Méances, Voulzie, Auxence, Vallée Javot, Chaumont, Almont, Aubette, Cailly, Austreberthe, Commerce

### Linke Zuflüsse
Laignes, Sarce, Hozain, Ardusson, Orvin, École, Bièvre, Orgeval, Mauldre, Vaucouleurs, Oison, Morelle